# Доробратівська сільська рада
| Доробратівська сільська рада — колишній орган місцевого самоврядування у Іршавському районі Закарпатської області з адміністративним центром у с. Доробратово. Розташована в урочищі «Гат» — передгір'ї Великодільського хребта. Сільській раді були підпорядковані населені пункти: - с. Доробратово - с. Горбок |

## Склад ради
Рада складалася з 18 депутатів та голови.

## Керівний склад сільської ради
| ПІБ                  | Основні відомості                                                 | Дата обрання | Дата звільнення |
| -------------------- | ----------------------------------------------------------------- | ------------ | --------------- |
| Ваш Ірина Михайлівна | Сільський голова, 1959 року народження, освіта, позапартійна      | 26.03.2006   | 31.10.2010      |
| Ваш Ірина Михайлівна | Сільський голова, 1959 року народження, освіта вища, позапартійна | 31.10.2010   |                 |

Примітка: таблиця складена за даними джерела

## Архітектурно-історичні пам'ятки
- Миколаївська греко-католицька церква в с. Доробратово

## Природні багатства
Поклади андезиту, сірко-водневі термальні джерела, кам'яна сіль. На заході села знаходиться забетонована промислова свердловина газу.

## Відомі вихідці
- Бідзіля М. І. — лікар-нейрохірург, кандидат медичних наук
- Олексик Х. М. — історик-науковець, автор численних наукових праць
- Бідзіля А. Я. — заслужений архітектор України

## Населення
Згідно з переписом УРСР 1989 року чисельність наявного населення сільської ради становила 4109 осіб, з яких 1931 чоловік та 2178 жінок.
За переписом населення України 2001 року в сільській раді мешкало 2816 осіб.

### Мова
Розподіл населення за рідною мовою за даними перепису 2001 року:
| Мова       | Відсоток |
| ---------- | -------- |
| українська | 99,57 %  |
| російська  | 0,32 %   |
| угорська   | 0,07 %   |